# Enrico Buemi
Enrico Buemi (Gassino Torinese, 6 luglio 1947 – San Raffaele Cimena, 20 aprile 2024) è stato un politico italiano.

## Biografia
Enrico Buemi nacque a Gassino Torinese il 6 luglio 1947.
Dopo aver conseguito il diploma di perito industriale a Torino, frequentò la facoltà di scienze politiche presso l'Università di Torino, senza però laurearsi. Fu iscritto all'albo dei giornalisti pubblicisti.
Dal 1970 al 1975, già giovane militante del Partito Comunista Italiano, ricoprì la carica di assessore presso il comune di San Raffaele Cimena. Dal 1975 al 1987 fu vicesindaco di San Mauro Torinese per il PCI, nelle cui liste venne eletto consigliere della Provincia di Torino alle elezioni amministrative del 1980. 
Verso la fine degli anni Ottanta lasciò il PCI e aderì al Partito Socialista Italiano, nelle cui liste venne rieletto consigliere comunale di San Mauro Torinese alle elezioni comunali del 1990. 
Alle elezioni regionali in Piemonte del 1990 si candidò nelle liste del PSI per la provincia di Torino, ottenendo 1601 preferenze e non risultando eletto.
Dopo la dissoluzione del PSI, si ricandidò alle elezioni regionali in Piemonte del 1995 nel listino del candidato presidente della Lista Pannella-Riformatori Carmelo Palma, ma non venne eletto, essendoso la formazione fermatasi al 2,04%.
Anche alle successive elezioni del 2000 si candidò per i Socialisti Democratici Italiani per la provincia di Torino: ottenne 1340 preferenze, ma risultò il primo dei non eletti.

### Prima esperienza parlamentare
Fu eletto alla Camera dei deputati alle elezioni politiche del 2001 nel collegio di Settimo Torinese nelle file dell'Ulivo (in quota SDI), ottenendo il 50,72% e superando Leone Delfino della Casa delle Libertà (42,36%). Nel corso della XIV Legislatura fu anche Segretario del gruppo SDI, membro della Commissione Giustizia e Presidente del Comitato Carceri della medesima Commissione.
In quella legislatura fu relatore della legge che diede luogo all'unico indulto concesso dal 1989.

#### Seconda esperienza parlamentare
Alle elezioni politiche del 2006 fu nuovamente eletto deputato nella circoscrizione Piemonte 1 nelle liste della Rosa nel Pugno, comprendente SDI e Radicali Italiani. Divenne segretario della Federazione Provinciale di Torino dello SDI e componente dell'Esecutivo Nazionale dei Socialisti Democratici Italiani e della Rosa nel Pugno. Nella XV Legislatura fu membro della Commissione Giustizia, della Giunta per le Autorizzazioni, e del Comitato Parlamentare per i Procedimenti d'Accusa. 
Alle elezioni comunali del 2006 fu candidato sindaco di San Mauro Torinese per il centrosinistra ottenendo il 35,89% e venendo sconfitto dal candidato di centrodestra Giacomo Coggiola (58,84%). Entrò comunque in consiglio comunale.
Non venne rieletto deputato alle elezioni politiche del 2008, dove fu capolista del Partito Socialista Italiano nella circoscrizione Piemonte 1, ma lo 0,98% raccolto dalla lista a livello nazionale non permise l'assegnazione di seggi.

#### Elezione a senatore
In virtù dell'accordo elettorale tra PSI e PD, alle elezioni politiche del 2013 venne candidato alla Senato della Repubblica per la circoscrizione Piemonte nelle liste del Partito Democratico, risultando tuttavia il primo dei non eletti.
Il 22 maggio 2013 il Senato accolse con 179 voti a favore, 67 contrari e 10 astenuti, espressi con scrutinio segreto, le dimissioni da senatore di Ignazio Marino, candidato sindaco di Roma per il centro-sinistra ed eletto nella circoscrizione Piemonte. Enrico Buemi gli subentrò dunque come senatore della XVII legislatura.
Enrico Buemi, leader del Partito Socialista Italiano piemontese, sedette tra i banchi di Palazzo Madama, nel gruppo Per le Autonomie - PSI - MAIE (di cui fu vicepresidente), accanto al segretario nazionale Riccardo Nencini e a Fausto Guilherme Longo. Fu il terzo esponente del Partito Socialista Italiano a entrare al Senato, facendo salire a sette il numero dei socialisti presenti nei due rami del parlamento dopo le elezioni politiche del 2013.
Da membro della Giunta per le Elezioni si disse contrario all'esame accelerato impresso nel settembre-ottobre 2013 per la decadenza di Silvio Berlusconi da senatore, proponendo di posticiparla una volta che la condanna interdittiva per il caso Mediaset fosse stata ricalcolata e divenuta definitiva: se accolto, il cosiddetto "lodo Buemi" avrebbe fatto slittare il voto finale sulla decadenza di tre-quattro mesi, applicando il codice penale invece della legge Severino. In ogni caso la proposta fu giudicata irricevibile.
Nel prosieguo dell'iter per la decadenza, il senatore Buemi nella seduta del 18 settembre 2013 votò a favore di questioni preliminari volte a deferire la questione della legge Severino alla Corte costituzionale: una volta respinte, votò per la decadenza di Berlusconi da senatore, così come anche in aula.
Da primo firmatario e da relatore della legge 27 febbraio 2015, n.18, difese la nuova legge sulla responsabilità civile dei giudici anche dopo la sua approvazione.
Alle elezioni politiche del 2018 fu ricandidato al Senato nel collegio uninominale Piemonte - 02 (Moncalieri) per la coalizione di centro-sinistra (in quota PSI), ottenendo il 23,24% e venendo superato da Marzia Casolati del centrodestra (37,61%) e Marco Scibona del Movimento 5 Stelle (31,67%), e da capolista di Italia Europa Insieme (comprendente PSI, Federazione dei Verdi e Area Civica) nel collegio plurinominale Piemonte - 01, non risultando eletto in quanto la lista non superò lo sbarramento del 3%.
Non venne ricandidato alle elezioni politiche del 2022.

### Morte
Enrico Buemi morì il 20 aprile 2024, all'età di 76 anni, dopo essere caduto in un burrone guidando l'escavatore nei campi di sua proprietà nel comune di San Raffaele Cimena.
I funerali si svolsero il 4 maggio con rito civile nell'Aula Consiliare di San Raffaele Cimena, dove Buemi iniziò l'attività politica 54 anni prima, seguita dalla cerimonia al Tempio Crematorio del Cimitero Monumentale di Torino.